# Serie ordinarie della Repubblica Italiana
Le serie ordinarie di francobolli della Repubblica Italiana sono state emesse corso della storia postale, in grande varietà e sottotipi, per essere ampiamente distribuite su tutto il territorio nazionale.
A partire dalla serie "Democratica", fino alla serie dei "Castelli d'Italia" e ai moderni prioritari si possono riscontrare tutti i tipi di stampa in uso in Italia, le filigrane, i colori. Caratteristici sono i tipi realizzati per macchinette distributrici delle serie "Siracusana", "Michelangiolesca" e "Castelli d'Italia", conosciuti anche con un numero al verso, stampato dalla macchinetta erogatrice.

## Serie ordinaria detta "Democratica"
Emessa dal 1945 al 1948, è stata la prima emessa nel periodo repubblicano e reca dei soggetti con motivazione democratica. La serie comprende in tutto 23 valori, dal 10 centesimi al 100 lire. Allo stato nuovo la serie era prestigiosa, in particolare il 30 lire e il 100 lire; del 100 lire esistono numerose varietà e sottotipi, tra cui il più famoso è il tipo stampato su fogli con tappeto di ruote del tipo 1 (anziché tipo 2), che allo stato nuovo vale oltre 16 000 euro.

Serie "Democratica" completa nuova

Di seguito sono riportati i tipi più rilevanti di questa serie, che merita sempre un attento esame sia per la filigrana (nel caso del 100 lire) che per la dentellatura:
| Valore  | Colorazione   | Carta e gomma | Note |
| ------- | ------------- | ------------- | --- |
| 10 c.   | bruno rosso   | grigia        | Isolato su busta è raro.                                                                                              |
| 20 c.   | bruno         | grigia        | Su busta si trova con l'una lira della Democratica, o anche dell'Imperiale luogotenenziale (più raramente del Regno). |
| 20 c.   | bruno         | bianca        | |
| 25 c.   | verde azzurro | grigia        | |
| 25 c.   | verde azzurro | bianca        | |
| 40 c.   | ardesia       | grigia        | |
| 40 c.   | ardesia       | bianca        | |
| 50 c.   | violetto      | grigia        | |
| 50 c.   | violetto      | bianca        | |
| 60 c.   | verde nero    | grigia        | |
| 60 c.   | verde nero    | bianca        | |
| 80 c.   | rosa carminio | grigia        | |
| 80 c.   | rosa carminio | bianca        | |
| 1 L.    | verde grigio  | grigia        | |
| 1 L.    | verde grigio  | bianca        | |
| 1,20 L. | bruno rosso   | grigia        | |
| 1,20 L. | bruno rosso   | bianca        | |
| 2 L.    | bruno lilla   | grigia        | |
| 2 L.    | bruno lilla   | bianca        | |
| 3 L.    | rosso         | grigia        | |
| 3 L.    | rosso         | bianca        | |
| 4 L.    | arancio       | grigia        | |
| 4 L.    | arancio       | bianca        | |
| 5 L.    | azzurro       | grigia        | |
| 5 L.    | azzurro       | bianca        | |
| 6 L.    | violetto      | bianca        | |
| 8 L.    | verde scuro   | bianca        | |
| 10 L.   | ardesia       | grigia        | È noto un raro falso dell'epoca realizzato a Milano.                                                                  |
| 10 L.   | ardesia       | bianca        | |
| 10 L.   | arancio       | bianca        | |
| 15 L.   | azzurro       | grigia        | |
| 15 L.   | azzurro       | bianca        | |
| 20 L.   | lilla scuro   | grigia        | |
| 20 L.   | lilla scuro   | bianca        | |
| 25 L.   | verde scuro   | grigia        | |
| 25 L.   | verde scuro   | bianca        | |
| 30 L.   | azzurro       | bianca        | |
| 50 L.   | bruno lilla   | grigia        | |
| 50 L.   | bruno lilla   | bianca        | |

100 lire "Democratica" - dentellatura lineare - stampa calcografica in fogli di 100.
Molte delle dentellature qui di seguito riportate sono state utilizzate sia nella prima che nella seconda lastra, che si differenziano per alcune piccole differenze nel bozzetto.
| Valore | Colorazione    | Carta e gomma              | Dentellatura              | Note                                                    |
| ------ | -------------- | -------------------------- | ------------------------- | ------------------------------------------------------- |
| 100 L. | carminio scuro | grigia                     | 14 x 14 (13.90 x 13.90)   |                                                         |
| 100 L. | carminio scuro | grigia                     | 14 x 14¼ (13.90 x 14.15)  |                                                         |
| 100 L. | carminio scuro | grigia                     | 14¼ x 14 (14.15 x 13.90)  |                                                         |
| 100 L. | carminio scuro | grigia                     | 13¾ x 14 (13.75 x 13.90)  |                                                         |
| 100 L. | carminio scuro | grigia                     | 14 x 13¼ (13.90 x 13.30)  |                                                         |
| 100 L. | carminio scuro | grigia                     | 13¾ x 13¼ (13.75 x 13.15) |                                                         |
| 100 L. | carminio scuro | grigia                     | 14¼ x 14¼ (14.15 x 14.15) |                                                         |
| 100 L. | carminio scuro | grigia                     | ?                         | Varietà filigrana lettere. Rarissimo nuovo. Raro usato. |
| 100 L. |                |                            |                           |                                                         |
| 100 L. | carminio vivo  | bianca                     | 14 x 14 (13.90 x 13.90)   |                                                         |
| 100 L. | carminio vivo  | bianca                     | 14 x 14¼ (13.90 x 14.15)  |                                                         |
| 100 L. | carminio vivo  | bianca                     | 14¼ x 14 (14.15 x 13.90)  |                                                         |
| 100 L. | carminio vivo  | bianca                     | 14 x 13¼ (13.90 x 13.30)  |                                                         |
| 100 L. | carminio vivo  | bianca                     | 14 x 13½ (13.90 x 13.45)  |                                                         |
| 100 L. | carminio vivo  | bianca                     | 13¾ x 13¼ (13.75 x 13.15) |                                                         |
| 100 L. | carminio vivo  | bianca                     | 14¼ x 14¼ (14.15 x 14.15) |                                                         |
| 100 L. | carminio vivo  | bianca                     | 13¼ x 14 (13.15 x 13.90)  | Molto raro allo stato di nuovo.                         |
| 100 L. | carminio vivo  | bianca                     | 13½ x 14 (13.45 x 13.90)  | Molto raro allo stato di nuovo.                         |
| 100 L. | carminio vivo  | bianca                     | ?                         | Varietà filigrana lettere. Rarissimo nuovo. Raro usato. |
| 100 L. | carminio vivo  | carta grigia, gomma chiara | 14¼ x 14¼ (14.15 x 14.15) | Tappeto di ruota alata tipo 1                           |

Del 100 lire esiste un noto falso dell'epoca che, realizzato a Buenos Aires per gli emigrati italiani, ebbe una discreta circolazione ed è molto interessante. Stampato in 4 diverse tirature, una tipografica e tre litografiche, è sempre senza filigrana e dentellato 11½; anche del 10 lire ardesia esiste un falso (raro) regolarmente usato per posta.

## Serie detta "Italia al lavoro"
Serie emessa il 20 ottobre del 1950 rappresentante diciannove figure di uomini e donne delle regioni italiane, al lavoro. 
È stata stampata su fogli con filigrana ruota del tipo I, II e III e, nel 1955, parte di questi francobolli (50 centesimi, 1, 2, 15, 30, 50, 65 lire) fu stampata su carta con filigrana stelle del tipo I - il valore da 15 lire fu stampato anche su carta con filigrana stelle del tipo II - ci sono note molte varietà di posizione di filigrana e, nei valori da 100 e 200 lire, anche di dentellatura: esemplari che vantano molte varietà, come è avvenuto anche per il 100 lire della "Democratica"; il 20 lire e il 55 lire della serie commemorativa dedicata ad Alessandro Volta.

Serie completa "Italia al lavoro", con filigrana ruota, emessi nel 1950.

## Serie detta "Siracusana"
A partire dal 1953 fu emessa la serie ordinaria, detta "Siracusana", raffigurante l'Italia turrita, dapprima con la filigrana tipo III e poi, nel tempo a più riprese, con altri tipi di filigrana e in vari formati. La serie su carta con filigrana stelle nel 1955 fu poi riemessa, con l'aggiunta di alcuni valori, su carta fluorescente nel 1968. Ha perso la sua validità in tutti i suoi valori e le sue ristampe definitivamente nel 1988 (i valori da 40, 100 e 200 lire nel 1977).
Esiste nei formati piccolo e grande da 100 e 200 lire.

Prima serie dell'Italia turrita, detta "Siracusana", con filigrana ruota tipo III.

## Serie "San Giorgio"
Per l'esigenza postale di utilizzare anche grosse affrancature, nel 1957 vennero introdotti due "alti valori", da 500 e 1000 lire, monocromatici in verde e in rosa carminio, entrambi con la raffigurazione della testa di San Giorgio, scultura di Donatello, disegnata da E. Pizzi. Vennero ristampati nel 1969 e ancora nel 1974, anche con carta fluorescente, e sono considerati una piccola serie postale ordinaria.

Serie "San Giorgio"

## Serie detta "Michelangiolesca"
La serie del 1961 ha come soggetto i volti dipinti nella Cappella Sistina da Michelangelo; solo quello da 200 lire non fu tratto dalla Sistina, essendo l'autoritratto di Michelangelo stesso. I valori sono da: 1, 5, 10, 15, 20, 25, 30, 40, 50, 55, 70, 90, 100, 115, 150, 200, 300, 500 e 1000 lire. Quelli da 500 e 1000 lire sono di formato leggermente più grande e raffigurano rispettivamente Adamo ed Eva. 
Per i valori dall'una lira al 115 lire è stata scelta la stampa a rotocalco, mentre per gli altri è stata scelta la stampa calcografica. I valori da 10, 15 e 30 lire esistono anche per macchinette distributrici, realizzati in rotoli, chiamati anche "bobine"; il valore da 30 lire è molto raro, fu distribuito solo a Milano e in pochissime altre città.

Serie ordinaria d'Italia del 1961 "Michelangiolesca"

## Serie "Alti valori"
La serie detta "Alti valori", nuovo tipo "cifre", è stata emessa per la prima volta nel 1978-79, e ristampata in molte tirature fino all'anno 2000. Disegnata da E. Vangelli, reca un'Italia turrita inserita in un riquadro con cifre. La prima serie comprende i valori da 1500, 2000, 3000, 4000 e 5000 lire, più i valori emessi in seguito da 10000 lire (1983) e da 20000 lire (1987).

I primi valori emessi per la serie "Alti valori" in lire

La stessa serie, con i valori in euro e i colori cambiati, è stata riemessa in circolazione il 2 gennaio 2002: 1, 1,24, 1,55, 2,17, 2,58 e 3,62 euro; inoltre il 1º marzo dello stesso anno è stato emesso il valore complementare da 6,20 euro. Tra febbraio e maggio del 2004 sono stati aggiunti altri 3 valori: 2,35, 2,80 e 3,00 euro. Il 21 gennaio del 2005 infine è stato riemesso il valore da 1,00 euro, molto simile a quello del 2002.

Serie "Alti valori", in euro, del 2002

## Serie detta "Castelli d'Italia"
La serie dei "Castelli d'Italia" è rimasta in uso dal 1980 fino all'esordio della serie "La Donna nell'Arte", rimanendo però utilizzata a lungo successivamente. Tale serie comprende 33 valori emessi in fogli e 14 emessi in bobine. Sono state approntate alcune ristampe: nel 1983/84 il 50, 100 e 550 lire dentellati 13¼ anziché 14 x 13¼; nel 1991 il 50 lire avente come soggetto la Rocca di Calascio con la scritta IPZS-ROMA-1980 e, nel 1994, il 200, 250, 300 e 450 lire stampati in rotocalco, anziché calcografia e offset.

Serie ordinaria dei "Castelli d'Italia".

Alcuni francobolli della serie dei castelli stampati in bobina per macchinette.

## SerieLa donna nell'arte
Dal 1998 in poi sono stati realizzati moltissimi valori di questa serie ordinaria, dedicata ai volti delle donne raffigurati nell'arte; dapprima in lire, sono poi stati ristampati in doppia valuta lire/euro e infine definitivamente in euro. Esistono con dentellature e diciture differenti, specialmente i valori stampati in euro.

Serie "Donna nell'arte", ristampa con la scritta "IPZS Spa" sul margine inferiore. Serie del 2003.
Francobollo da 85 centesimi, "Cortigiana" di Vittore Carpaccio, emesso nel 2004.
Francobolli da 800L, 800L / 0,41€  e 0,41€, "Dama col liocorno" di Raffaello, emessi nel 1998, 1999 e 2003.

Elenco delle emissioni della serie ordinaria La donna nell'arte:
| Valore           | Soggetto                                                                      | Data di emissione | Note                                                                                                  |  |
| ---------------- | ----------------------------------------------------------------------------- | ----------------- | --- |  |
| 100 L.           | Fanciulla Velca (arte etrusca)                                                | 8 luglio 1998     | |  |
| 450 L.           | Salomè (Filippo Lippi)                                                        | 8 luglio 1998     | |  |
| 650 L.           | Profilo femminile (Pollaiolo)                                                 | 8 luglio 1998     | |  |
| 800 L.           | Dama col liocorno (Raffaello)                                                 | 8 luglio 1998     | |  |
| 900 L.           | Ignudo, dalla volta della Cappella Sistina (Michelangelo) NON EMESSO          |                   | Risultano alcuni esemplari sottratti al Poligrafico. Rappresenta una figura maschile e non femminile. |  |
| 1000 L.          | Costanza Bonarelli (Bernini)                                                  | 8 luglio 1998     | |  |
|                  |                                                                               |                   | |  |
| 100 L. / 0,05 €  | Fanciulla Velca (arte etrusca)                                                | 28 gennaio 1999   | Doppia valuta Lire/Euro                                                                               |  |
| 450 L. / 0,23 €  | Salomè (Filippo Lippi)                                                        | 28 gennaio 1999   | Doppia valuta Lire/Euro                                                                               |  |
| 650 L. / 0,34 €  | Profilo femminile (Pollaiolo)                                                 | 28 gennaio 1999   | Doppia valuta Lire/Euro                                                                               |  |
| 800 L. / 0,41 €  | Dama col liocorno (Raffaello)                                                 | 28 gennaio 1999   | Doppia valuta Lire/Euro                                                                               |  |
| 1000 L. / 0,52 € | Costanza Bonarelli (Bernini)                                                  | 28 gennaio 1999   | Doppia valuta Lire/Euro                                                                               |  |
|                  |                                                                               |                   | |  |
| 0,01 €           | Ebe (Antonio Canova)                                                          | 1º marzo 2002     | |  |
| 0,02 €           | Ninfa Aretusa (Tetradramma di Siracusa)                                       | 2 gennaio 2002    | |  |
| 0,03 €           | Regina di Saba, dalla Leggenda della Vera Croce (Piero della Francesca)       | 1º marzo 2002     | |  |
| 0,05 €           | Fanciulla Velca (arte etrusca)                                                | 2 gennaio 2002    | |  |
| 0,10 €           | Testa femminile in terracotta (Proserpina) di Luceria Apula (arte magnogreca) | 2 gennaio 2002    | |  |
| 0,10 €           | Testa femminile in terracotta (Proserpina) di Luceria Apula (arte magnogreca) | 2004              | Con dicitura I.P.Z.S. Spa                                                                             |  |
| 0,20 €           | Danae (Correggio)                                                             | 1º marzo 2002     | |  |
| 0,20 €           | Danae (Correggio)                                                             | 2004              | Con dicitura I.P.Z.S. Spa                                                                             |  |
| 0,23 €           | Salomè (Filippo Lippi)                                                        | 2 gennaio 2002    | |  |
| 0,41 €           | Dama col liocorno (Raffaello)                                                 | 2 gennaio 2002    | |  |
| 0,41 €           | Dama col liocorno (Raffaello)                                                 | 2003              | Con dicitura I.P.Z.S. Spa. Dentellato 13¼                                                             |  |
| 0,41 €           | Dama col liocorno (Raffaello)                                                 | 2003              | Ristampa. Con dicitura I.P.Z.S. Spa. Dentellato 13¼ x 14¼                                             |  |
| 0,45 €           | Venere di Urbino (Tiziano Vecellio)                                           | 27 gennaio 2004   | |  |
| 0,50 €           | Antea (Parmigianino)                                                          | 2 gennaio 2002    | |  |
| 0,50 €           | Antea (Parmigianino)                                                          | 2003              | Con dicitura I.P.Z.S. Spa. Dentellato 13¼                                                             |  |
| 0,65 €           | Principessa (Pisanello)                                                       | 20 marzo 2004     | |  |
| 0,70 €           | Venezia (Giovanni Battista Tiepolo)                                           | 31 luglio 2004    | |  |
| 0,77 €           | La Primavera (Botticelli)                                                     | 2 gennaio 2002    | Dentellato 14¼ x 13¼                                                                                  |  |
| 0,77 €           | La Primavera (Botticelli)                                                     | 2003              | Ristampa. Dentellato 13 x 13¼                                                                         |  |
| 0,85 €           | Cortigiana (Vittore Carpaccio)                                                | 17 febbraio 2004  | |  |
| 0,90 €           | Venere (Veronese)                                                             | 26 giugno 2004    | |  |
|                  |                                                                               |                   | |  |
| 800 L.           | Lucrezia Panciatichi (Agnolo Bronzino) - cartolina postale                    | 1998              | |  |
| 800 L. / 0,41 €  | Lucrezia Panciatichi (Agnolo Bronzino) - cartolina postale                    | 1999              | Doppia valuta Lire/Euro                                                                               |  |
| 0,41 €           | Lucrezia Panciatichi (Agnolo Bronzino) - cartolina postale                    | 2002              | |  |

## Serie "Posta Prioritaria"

Serie dei francobolli per la posta prioritaria del 2003

Un nutrito numero di francobolli, specifici per la posta prioritaria, sono stati realizzati dapprima (dal 1999) solo nel valore da 1200 Lire (anche in doppia valuta) e poi in molti valori in euro, riproposti in numerose varianti, anche in libretti. Fino al 2007-2008 hanno avuto la tipica bandella autoadesiva di colore azzurro, con scritto "Posta Prioritaria - Priority Mail"

## Serie "Posta Italiana" con busta in volo
Nel 2009 è stata approntata una nuova serie ordinaria autoadesiva denominata «Posta Italiana», o talvolta «Poste Italiane», raffigurante "una busta che idealmente spicca il volo, lasciando dietro di se' una scia con i colori della bandiera italiana" e con in alto il logo ufficiale delle Poste Italiane SpA. 
In vista della liberalizzazione del sistema postale europeo, da attuarsi nel 2011, l'uso del logo aziendale per francobolli ordinari, invece che la scelta di soggetti in grado di valorizzare l'immagine dell'Italia, è stato oggetto di polemiche a causa del suo scopo promozionale.
I valori della prima emissione assolvono le minime tariffe in vigore (0,60, 1,40, 1,50 e 2,00 euro); ad essi è associata una cartolina postale del valore di € 0,60 e nel giorno di emissione, il 7 luglio, è stato reso disponibile un annullo speciale di affrancatura primo giorno.
Il 31 ottobre 2009 è stato stampato un valore di € 3,30, sempre del bozzettista ed incisore Antonio Ciaburro, per le raccomandate. Nel 2010 vengono emessi i primi esemplari di dimensione più piccola dei precedenti, ossia mm 30x25,4 invece di mm 40×24 (quindi con fogli da 70 esemplari anziché 50), per i valori di € 0,05, € 0,10 e € 0,20, nonché una busta postale preaffrancata nel valore di € 0,60.
Ulteriori valori sono emessi negli anni successivi, fino al 2015. 

Francobolli da 1,40€ e 0,10€ della serie "Posta Italiana"

Elenco delle emissioni della serie ordinaria "Posta italiana":
| Valore | Soggetto    | Data di emissione | Note            |
| ------ | ----------- | ----------------- | --------------- |
| 0,05 € | multicolore | 1º luglio 2010    | formato ridotto |
| 0,10 € | multicolore | 1º luglio 2010    | formato ridotto |
| 0,15 € | multicolore | 19 settembre 2015 | formato ridotto |
| 0,20 € | multicolore | 1º luglio 2010    | formato ridotto |
| 0,25 € | multicolore | 13 febbraio 2013  | formato ridotto |
| 0,60 € | multicolore | 7 luglio 2009     |                 |
| 0,70 € | multicolore | 1º marzo 2013     |                 |
| 0,75 € | multicolore | 28 giugno 2011    |                 |
| 0,80 € | multicolore | 1º dicembre 2014  |                 |
| 0,85 € | multicolore | 10 agosto 2013    |                 |
| 0,95 € | multicolore | 1º dicembre 2014  |                 |
| 1,00 € | multicolore | 19 settembre 2015 |                 |
| 1,40 € | multicolore | 7 luglio 2009     |                 |
| 1,50 € | multicolore | 7 luglio 2009     |                 |
| 1,90 € | multicolore | 10 agosto 2013    |                 |
| 2,00 € | multicolore | 7 luglio 2009     |                 |
| 3,30 € | multicolore | 31 ottobre 2009   |                 |
| 3,60 € | multicolore | 21 settembre 2013 |                 |

## Serie detta "Leonardesca"
Il primo ottobre del 2015 è stata emessa la prima serie italiana - autoadesiva -  senza il valore in cifre (detta "serie leonardesca"), ma con simboli indicanti la tariffa pro tempore in uso al momento dell'utilizzo. Trae il suo nome dalla raffigurazione, su ogni valore, di un dettaglio di opere di Leonardo da Vinci.

Tariffa A
Tariffa A zona 1
Tariffa A zona 2
Tariffa A zona 3

Elenco delle emissioni della serie ordinaria "Leonardesca":
| Valore   | Soggetto         | Data di emissione | Note |
| -------- | ---------------- | ----------------- | ---- |
| A        | Uomo vitruviano  | 1º ottobre 2015   |      |
| A zona 1 | Vite aerea       | 1º ottobre 2015   |      |
| A zona 2 | Ala meccanica    | 19 ottobre 2015   |      |
| A zona 3 | Balestra gigante | 1º ottobre 2015   |      |